# Солис, Улисес
Хо́се Ули́сес Соли́с (исп. Jose Ulises Solís; род. 28 августа 1981, Гвадалахара, Халиско, Мексика) — мексиканский боксёр-профессионал, выступающий в первой наилегчайшей (Light Flyweight) весовой категории. Бывший чемпион мира по версии МБФ (IBF). 18 декабря 2010 года он пытался вернуть себе этот титул в бою против Луиса Альберто Ласарте. Солис уверенно перебивал соперника, но двое судей поставили ничью.
Наилучшая позиция в мировом рейтинге: 2-й.